# لیاندرو (بازیکن فوتبال)
لیاندرو (پرتغالی: Leandro؛ زادهٔ ۱۲ مهٔ ۱۹۹۳) بازیکن فوتبال در پست مهاجم اهل برزیل است.

## باشگاهی
از باشگاه‌هایی که در آن بازی کرده‌است می‌توان به باشگاه فوتبال پالمیراس، باشگاه فوتبال گرمیو، باشگاه فوتبال سانتوس و باشگاه فوتبال کوریتیبا اشاره کرد.